# David Brewer
Sir David William Brewer (Londra, 28 maggio 1940 – 28 maggio 2023) è stato un dirigente d'azienda britannico.

## Biografia
David Brewer nacque il 28 maggio 1940  e crebbe ad Hampstead.
Frequentò la St Paul's School di Londra  e l'università di Grenoble.
Brewer iniziò la sua carriera cinquantennale nella compagnia di assicurazioni marittima Sedgwick Collins nel 1959. Nel 1976 si trasferì a Tokyo per aprire un ufficio dell'impresa. Visse in Giappone per tre anni. Nel 1981 fondò la filiale cinese di Sedgwick Collins. Nel 1986 aprì l'ufficio di rappresentanza della società a Mumbai. Per motivi di lavoro viaggiò molto in tutta l'Asia Pacifica. Fu vicepresidente non esecutivo di Marsh Ltd., la società che acquisì Sedgwick Collins, dal settembre del 2007. Fu anche direttore o consulente di un certo numero di compagnie assicurative in tutto il mondo. Fu anche presidente del Business Council China-Britain fino al 2013 e direttore non esecutivo di Tullett Prebon SITICO dal 2006 al 2023, della National Bank of Kuwait dal 2007 al 2023 e di LIFFE Administration and Management dal 2009 al 2023.
Nel 1979 venne nominato giudice di pace (JP). Fu anche aldermanno del Ward di Bassishaw dal 1996 al 2010 e consigliere comunale e sceriffo aldermanno della Città di Londra dal 2002 al 2003. Dal 2005 al 2006 è stato lord sindaco di Londra  e dal 2008 al 2015 lord luogotenente della Grande Londra.
Brewer fu maestro della Worshipful Company of Merchant Taylors e della Blacksmiths' Company, liveryman della Worshipful Company of Insurers, presidente della London-Cornish Association dal 2005 e presidente del Consiglio centrale della Royal Over-Seas League dal 2017 fino alla sua morte.
Nel 2008 ricevette un dottorato honoris causa in giurisprudenza dalla City University di Londra, un dottorato honoris causa in scienze dalla School of Oriental and African Studies dell'università di Londra, un dottorato honoris causa in giurisprudenza dall'università di Exeter  e un dottorato honoris causa in giurisprudenza dall'università di Nottingham.

## Vita privata
Nel 1985 si sposò Tessa Jordá, figlia di Enrique Jordá ed ex presidente del Chartered Institute of Linguists. Ebbero due figlie: Olivia e Gabriella. Lady Brewer venne insignita dell'onorificenza di ufficiale dell'ordine dell'Impero Britannico per il suo lavoro come presidente del Festival della città di Londra.
Brewer indicò tra i suoi hobby prediletti la musica, il golf e il cioccolato. Un'altra attività che affermò di apprezzare era la paronomasia, una figura retorica e un gioco di parole). Era un membro del Marylebone Cricket Club. Sir David e la moglie avevano una casa a Hellandbridge, vicino a Bodmin, in Cornovaglia.

## Morte
Morì il 28 maggio 2023, giorno del suo ottantatreesimo compleanno.